# Vîsokîi Kamin, Korostîșiv
Vîsokîi Kamin (în ucraineană Високий Камінь) este un sat în comuna Horodske din raionul Korostîșiv, regiunea Jîtomîr, Ucraina.

## Demografie
Componența lingvistică a localității Vîsokîi Kamin
     Ucraineană (100%)
Conform recensământului din 2001, toată populația localității Vîsokîi Kamin era vorbitoare de ucraineană (100%).